# Jung Da Bin
Jung Da Bin, nascida como Jeong Hye-Seon (algumas vezes creditada como Da-bin Jeong), (Seul, Coreia do Sul, 4 de Março de 1980 – Seul, Coreia do Sul, 10 de Fevereiro de 2007) foi uma atriz sul-coreana.
Jung Da Bin era uma jovem atriz que atuou ao nível da televisão e cinema coreano, conhecida em vários países asiáticos pelos filmes e programas televisivos em que participou.
Aos 26 anos de idade, Jung Da Bin foi encontrada morta na casa do namorado, conhecido por Lee. Ela provavelmente morreu por suicídio. Foi a segunda jovem artista sul-coreana a cometer suicídio em menos de um mês, depois de U;Nee, que se enforcou no dia 21 de Janeiro de 2007.

## Televisão
Participou nas seguintes séries televisivas (títulos em inglês):
- New Non Stop (MBC - Munhwa Broadcasting Corporation, 2002)
- Trio (2002)
- The Full Sun (2003)
- Non Stop 3 (2003)
- Attic Cat (MBC - Munhwa Broadcasting Corporation, 2003)
- My 19 Year Old Sister-in-Law (SBS - Seoul Broadcasting System, 2004)
- Typhoon in that Summer (SBS - Seoul Broadcasting System, 2005)

## Cinema
Participou nos seguintes filmes (títulos em inglês):
- The Land of Ginkgo (2000)
- This Good Fellow (2003)
- He Was Cool (2004)

## Prémios
- Melhor Actriz de Sitcom nos Prémios MBC (2002)
- Melhor Nova Actriz nos Prémios MBC (2003)
- Nova Estrela nos Prémios SBS (2004)